# Altensteig

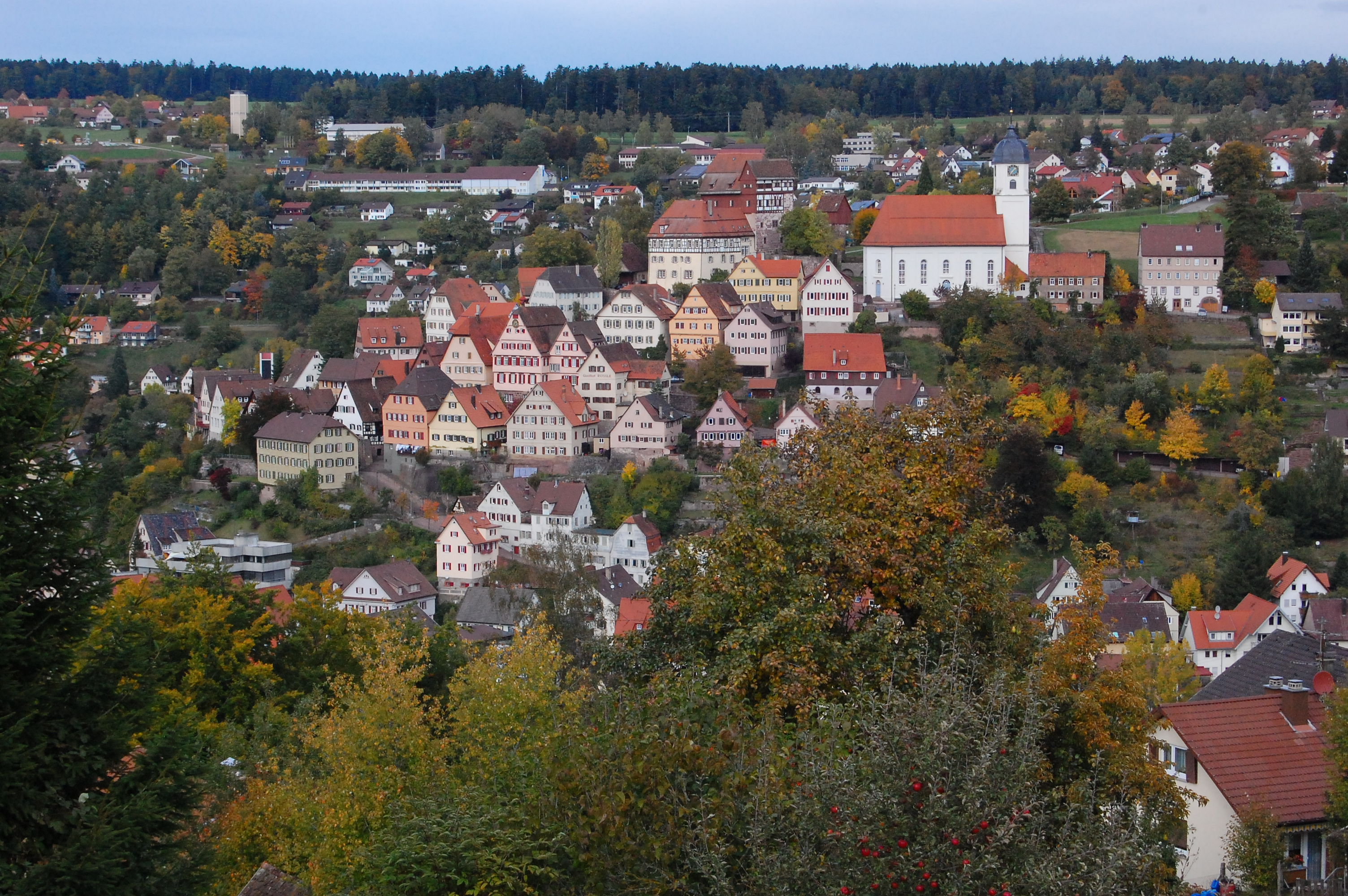
Vista del centro de la ciudad.

Altensteig (pronunciación en alemán: /ˈaltn̩ˌʃtaɪ̯k/ⓘ) es una localidad alemana del estado federado de Baden-Wurtemberg.

## Geografía
Situada a 49 km de Stuttgart y a 33 km de Baden-Baden, Altensteig se encuentra en la Selva Negra, en la ribera del río Nagolt. La ciudad se divide administrativamente en diez pedanías: Altensteig, Altensteigdorf, Berneck, Garrweiler, Hornberg, Spielberg, Überberg, Walddorf mit Monhardt y Wart.

## Historia
El topónimo de Altensteig fue mencionado por primera vez en el año 1085 como Aldunsteiga. En 1280 estaba bajo la jurisdicción del condado de Hohenberg. En 1398, el margrave Bernando I adquirió y se hizo cargo de la administración del poblado de Altenstaig. Desde 1603 hasta 1811, esta localidad perteneció  al ducado de Wurtemberg.
Este poblado tiene como ciudades hermanadas a las ciudades de Bourg-Saint-Maurice (Savoya, Francia) desde 1965 y Butte (Montana, Estados Unidos) desde 1998.

## Personajes conocidos
Jochen Hahn, piloto de automovilismo, hexacampeón del Campeonato de Europa de Carreras de Camiones.